# Gare de Karuga
La gare de Karuga (狩留家駅, Karuga-eki) est une gare ferroviaire de la ville de Hiroshima, dans la préfecture d'Hiroshima au Japon. La gare est exploitée par la compagnie JR West.

## Situation ferroviaire
La gare de Karuga est située au point kilométrique (PK) 138,5 de la ligne Geibi.

## Historique
La gare de  Karuga a été inaugurée le 28 avril 1915.

## Service des voyageurs

### Accueil
La gare dispose d'un bâtiment voyageurs, avec guichets, ouvert tous les jours.

### Desserte
- Ligne Geibi :
  - voies 1 et 2 : direction Hiroshima / Shiwaguchi et Miyoshi